# Eleccions al Parlament de Canàries de 1999
Les Eleccions al Parlament de Canàries de 1999 se celebraren el 13 de juny. Amb un cens d'1.331.110 electors, els votants foren 835.181 (62,7%) i 495.929 les abstencions (37,7%). El partit més votat és Coalició Canària, i mercè a un pacte amb el PP aconseguirà que el seu candidat Román Rodríguez Rodríguez.
- Els resultats foren:

| ← Eleccions al Parlament de Canàries, 1999 →              |         |       |        |
| Partit                                                    | Vots    | %     | Escons |
| Coalició Canària                                          | 306.658 | 37,50 | 24     |
| PP                                                        | 225.316 | 27,55 | 15     |
| PSOE                                                      | 199.503 | 24,40 | 19     |
| Federación Nacionalista Canaria                           | 39.947  | 4,88  |        |
| Izquierda Unida Canaria                                   | 22.768  | 2,78  |        |
| Los Verdes de Canarias                                    | 12.146  | 1,49  |        |
| CDS-Unión Centrista                                       | 4.442   | 0,54  |        |
| Agrupación Herreña Independiente                          | 2.773   | 0,34  | 2      |
| Partido Humanista                                         | 1.346   | 0,16  |        |
| Alternativa Maga Nacionalista                             | 864     | 0,11  |        |
| Alternativa Canaria-Ciudadanos Independientes de Canarias | 1806    | 0,10  |        |
| Tagoror Pensionista de Canarias                           | 692     | 0,08  |        |
| Plataforma Popular de Fuerteventura                       | 533     | 0,07  |        |

A part, es comptabilitzaren 9.078 (1,1%) vots en blanc.

## Diputats electes
- Jerónimo Saavedra (PSOE)
- Román Rodríguez Rodríguez (Coalició Canària)
- Adán Martín Menis (Coalició Canària)
- José Miguel Bravo de Laguna Bermúdez (PP)